# Amursko-jakutská magistrála
Amursko-jakutská magistrála (rusky Амуро-Якутская железнодорожная магистраль [Amuro-Jakutskaja železnodorožnaja magistraľ]), zkráceně AJAM (АЯМ) je železnice vedoucí od Transsibiřské magistrály na sever do Republiky Sacha. Železnice je rozestavěna s cílem dosáhnout do Magadanu, případně až na Čukotku s možným tunelovým propojením na Aljašku.
Trať začíná u stanice Bamovskaja, 33 km od Skovorodina v Amurské oblasti a vede přes Tyndu, kde se kříží s Bajkalsko-amurskou magistrálou, se kterou má společných 26 km. U stanice Bestuževo se odpojuje na sever a v současnosti (2018) je pravidelně provozována do Tommotu a ve zkušebním provozu do Nižního Besťachu (předměstí Jakutska).

## Trať
Trať je jednokolejná s výjimkou společného úseku s Bajkalsko-amurskou magistrálou, který je dvojkolejný. Trať není kompletně elektrizována. Podstatná část trati je vedena na podloží věčně zmrzlé půdy. Na trati se nachází značné množství mostů s větším rozpětím, které překonávají významné říční toky (např. Giljuj, Aldan, Čulman). Nejdelším tunelem na trati je tunel Nagornyj o délce zhruba 1,3 km, kterým trať podchází Stanové pohoří.
V souvislosti s výstavbou vzniklo podél trati množství sídel, z nichž nejvýznamnější je Berkakit, založený v r. 1977, který je střediskem současné výstavby. Provozovaná délka je 1 213 km.
Trať vznikla jako odbočka Bajkalsko-amurské magistrály a je někdy tak dosud chybně uváděna.

## Provoz
Hlavním dopravcem jsou Ruské železnice (Rossijskije železnyje dorogi), ovšem pro přepravu v Jakutsku byla zřízena organizace Železnice Jakutska (rusky Железные дороги Якутии). V důsledku toho má trať dvojí staničení, druhé počínajíc stanicí Berkakit.
Přepravní výkony Železnic Jakutska byly cca 730 mil. tun zboží (2008) a 130 tis. cestujících (2009). Až do konečné stanice bylo roce 2020 dopraveno přibližně 6 milionů tun zboží.
Provoz na trati je komplikován klimatickými vlivy a teploty zde panují v rozsahu -50° až +30 °C.

## Historie
Úvahy o stavbě železnice do Jakutska vznikaly v době výstavby Transsibiřské magistrály začátkem 20. století. Stavba byla zahájena ve 30. letech na úseku Bamovskaja – Tynda jako součást plánované Bajkalsko-amurské magistrály, ale již hotové úseky byly v r. 1942 rozebrány a použity při výstavbě povolžské železnice.
- 1972 – druhé zahájení stavby
- 1974 – průjezd prvního vlaku na trase Bamovskaja – Tynda
- 1975 – zahájení stavby na trase do Berkakitu a dále
- 1977 – zahájení pravidelného provozu na trase Bamovskaja – Tynda
- 1978 – zahájení pravidelného provozu na trase Tynda – Berkakit
- 1984 – zahájení provozu osobní dopravy do stanice Něrjungi
- 1985 – zahájení stavby na trase do Jakutska
- 2004 – prodloužení běžného provozu do Tommotu
- 2011 – dokončení trati do Nižního Besťachu (bez inženýrských staveb a infrastruktury)[6]
- 2014 – zahájení zkušebního provozu[7]
- 2019 – zahájení pravidelného osobního provozu[8] (od 1. prosince). Vlak jezdí každý šestý den.[9]

Výstavba bude pokračovat stavbou odbočky do Jakutska vedenou mostem přes Lenu v délce 2 km. V současné době probíhá výstavba železniční trati ze stanice Nižnij Besťach do stejnojmenného říčního přístavu na řece Leně.

## Galerie

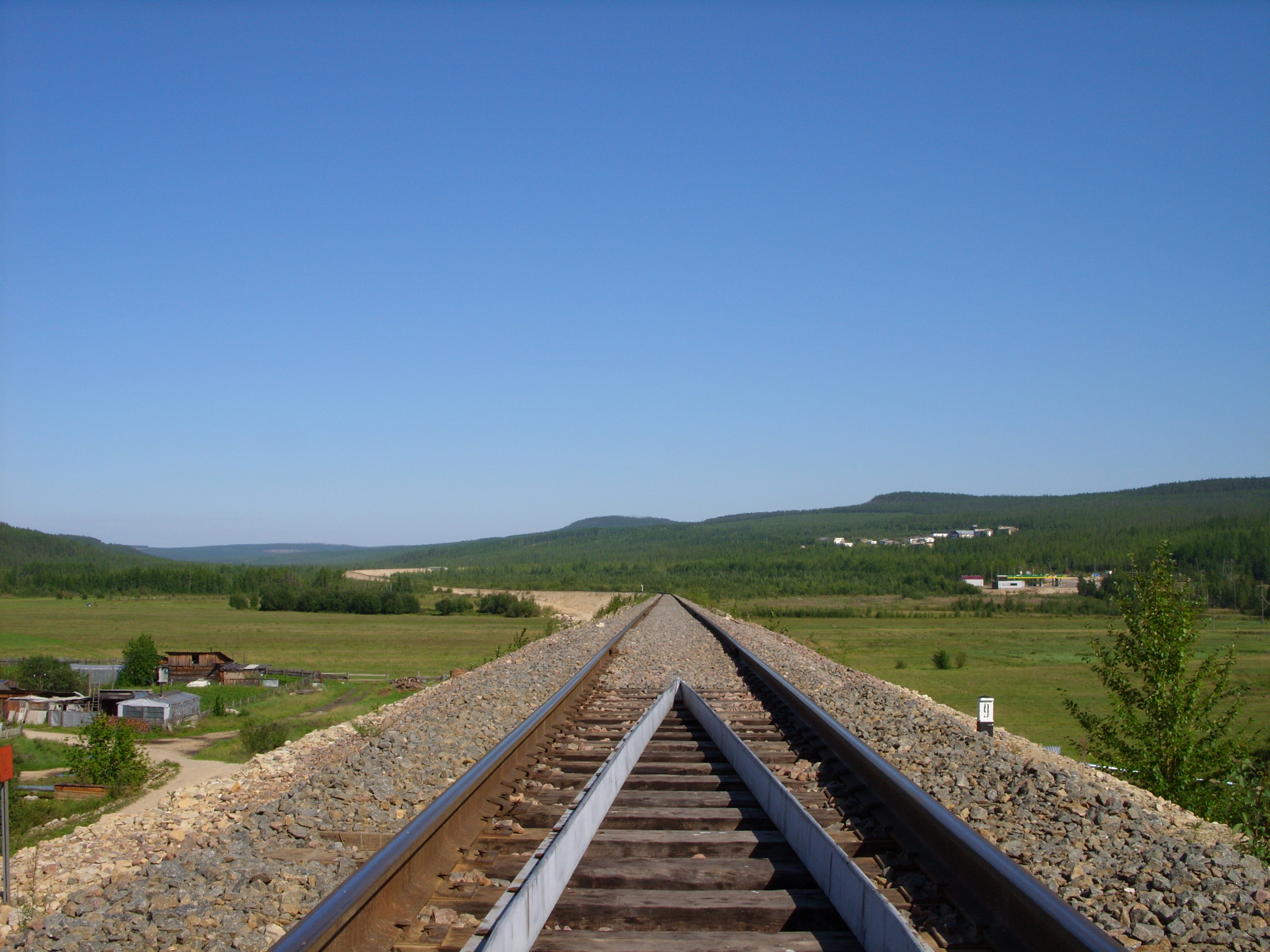
Trať v okolí Tommotu
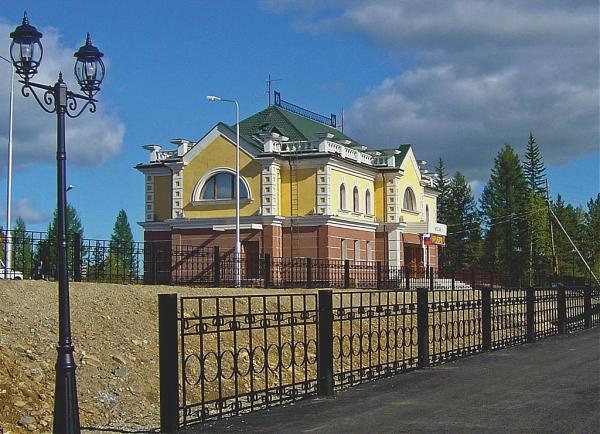
Nádraží v Aldanu
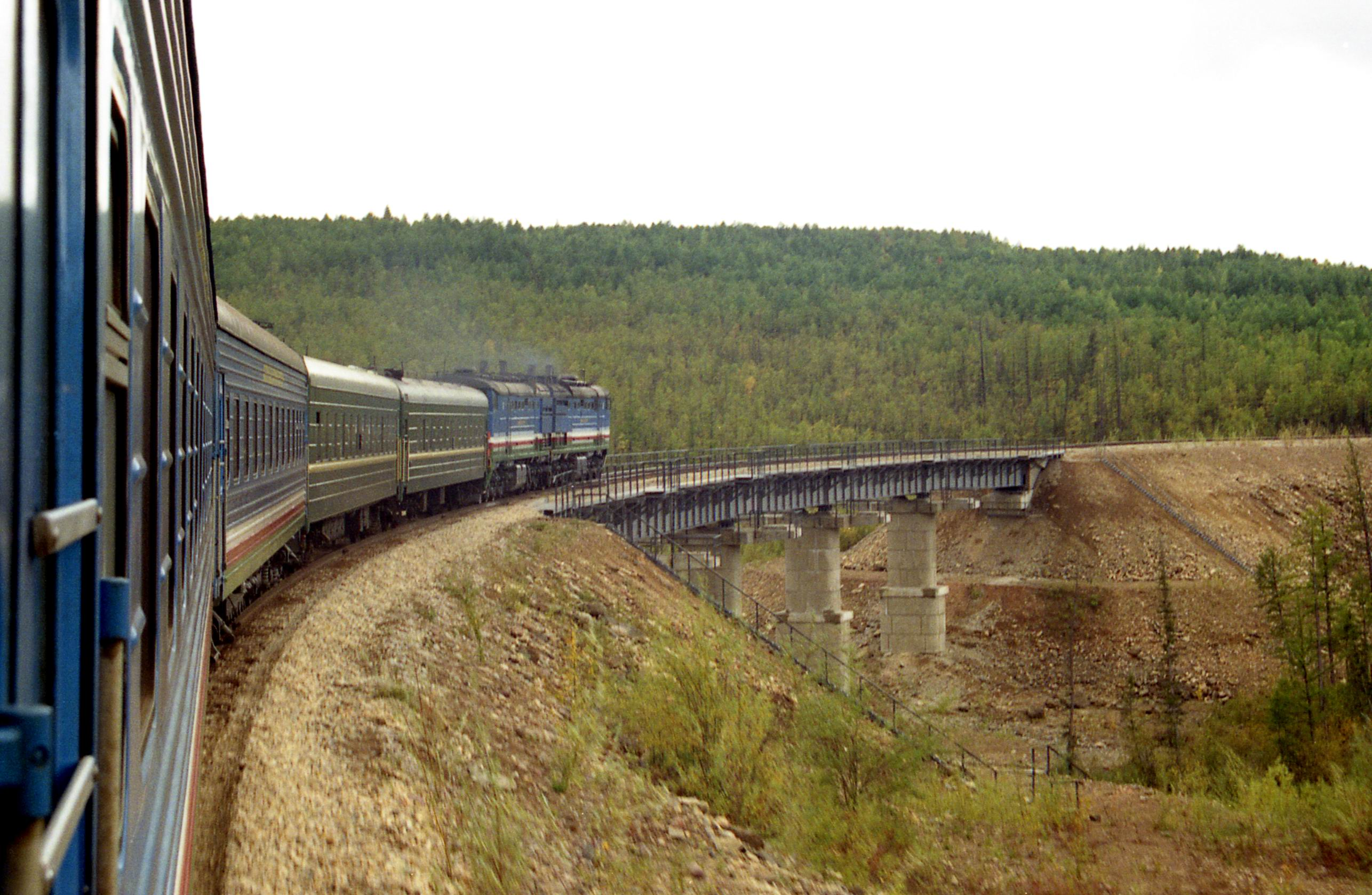
Na trati Tommot - Něrjungi
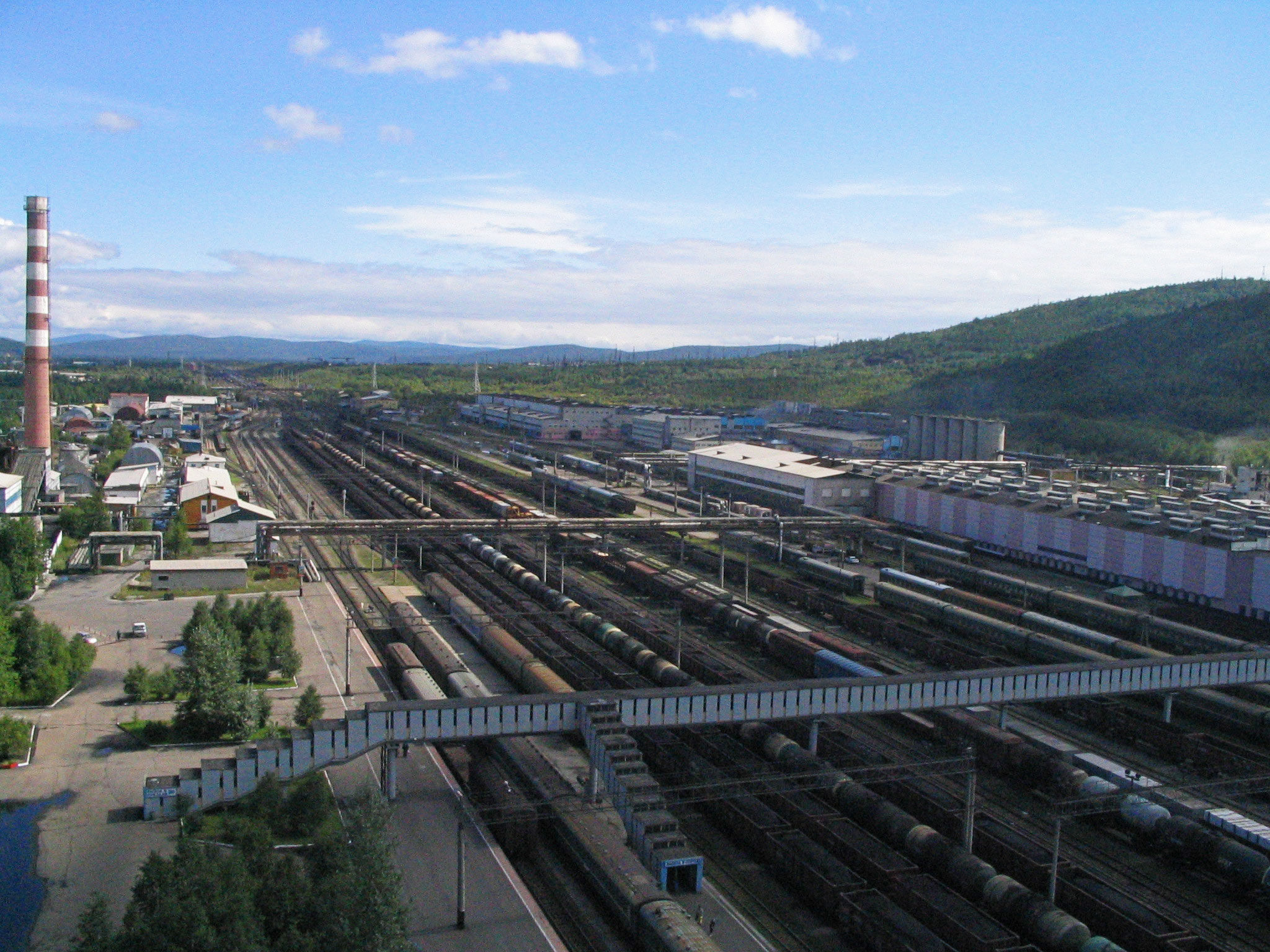
Nádraží v Tyndě
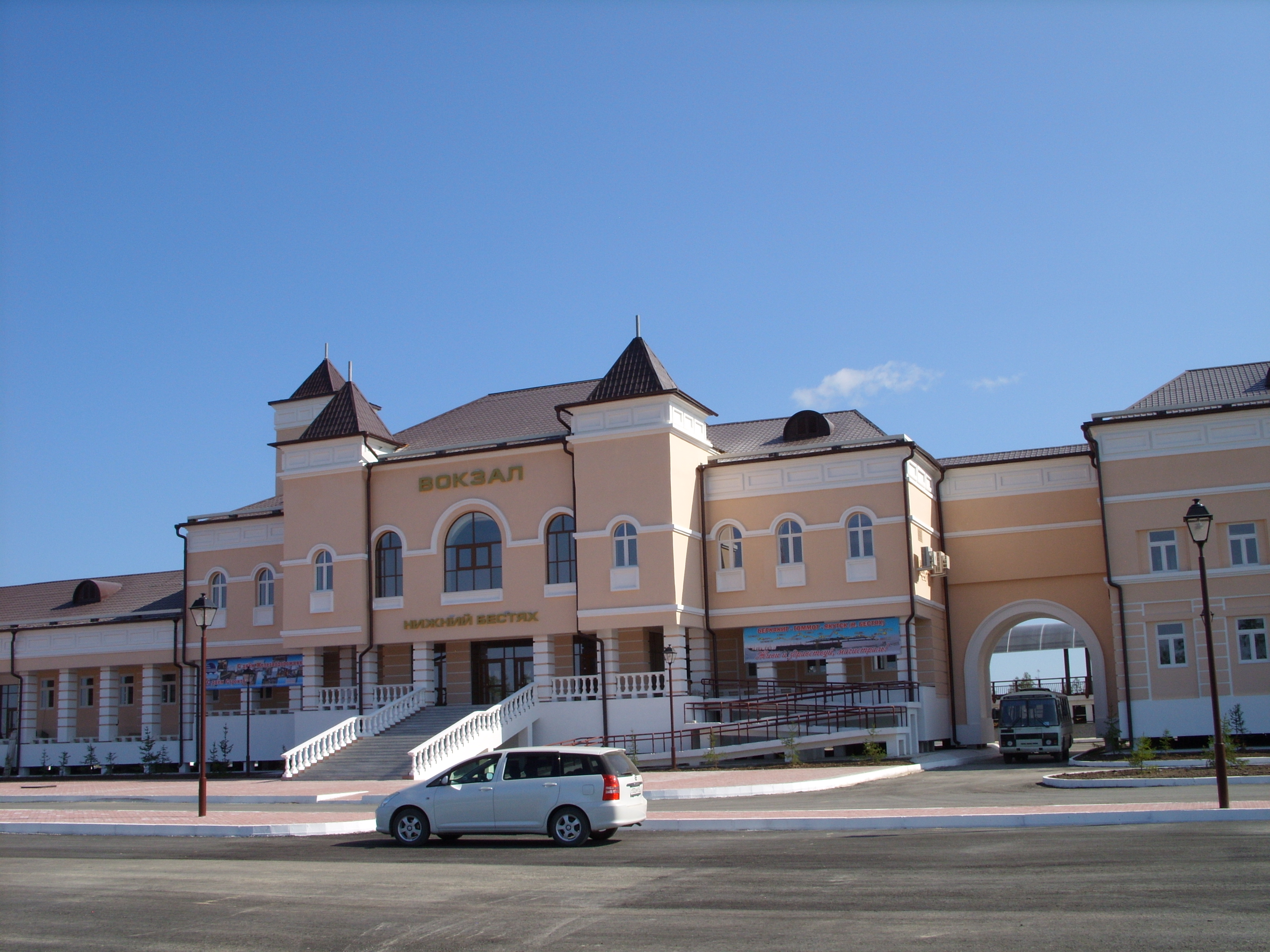
Nádraží v Nižním Besťachu